# シュヴァフェルデン
シュヴァフェルデン (ドイツ語: Schwaförden, 低地ドイツ語: Swabern) は、ドイツ連邦共和国ニーダーザクセン州ディープホルツ郡の町村（以下、本項では便宜上「町」と記述する）である。

## 地理

### 位置
シュヴァフェルデンは、ヴィルデスハウザー・ゲースト自然公園の南、ブレーメンおよびオスナブリュックとのほぼ中間に位置する。この町は、アフィングハウゼン、エーレンブルク、ノイエンキルヒェン、ショーレン、シュヴァフェルデン、ズートヴァルデで構成されるザムトゲマインデ・シュヴァフェルデンの行政機関所在地である。

### 自治体の構成
- マリングハウゼン
- シュヴァフェルデン（中核地区）

### 隣接する市町村
シュヴァフェルデンは、北はズートヴァルデおよびアフィングハウゼン、北東はブルーフハウゼン＝フィルゼン、南東はメリングハウゼン、南西はズーリンゲン、西はショーレンと境を接している。

### 気候
北海からの湿った北西風による影響を受けた穏やかな海洋性気候が支配的である。シュヴァフェルデンの長期平均気温は 8.5 から 9.0℃、降水量は約 700 mm である。5月から8月までの間に平均20日から25日の夏日（最高気温が25℃を超える日）が観測される。

## 歴史
この地域は新石器時代から定住が行われていた。2019年に住宅地開発の際に行われた考古学調査で発掘が行われた。これにより青銅器時代後期および紀元前1千年紀の鉄器時代初期の集落跡が発見された。
ローマ時代には、シュヴァフェルデンの北をヴェーザー川からフリースラントに至るローマ時代の交易路が通っていた。シュヴァフェルデンは典型的なザクセン人の集落で、紐でつながった真珠のように、街道沿いに邸宅が連なっていた。シュヴァフェルデンは750年にザクセン人の中心地域となり、エンゲルン族の集落が形成された。シュヴァフェルデンは1025年にミンデン伯ミトのホーヤ家に対する寄進状に初めて記述されている。
シュヴァフェルデンのゴシック教会は1200年から1500年の間に建設された。シュヴァフェルデンは1525年に福音主義に改宗され、1575年からショーレンとともに教会組織を形成している。
三十年戦争で、町の周辺のブタの餌場（ドングリ）となっていたブナやオークの森が焼き払われ、その後成長の早い針葉樹が植林された。19世紀初めから半ばの大量の木材消費によって、苦労して行った再植林の森は、ほぼ残らず伐採された。この結果、できるだけ狭い範囲にできるだけ異なる種類の樹木を植えることを目的とした新しいプロジェクトがフリードリヒ・エルトマンによって開始された。この実験は1903年に始まり、現在も続いている。

### 町村合併
1974年3月1日のニーダーザクセン州の地域改革に伴い、それまで独立した町村であったマリングハウゼンがシュヴァフェルデンに合併した。

## 住民

### 人口推移
シュヴァフェルデンの人口をリスト化した最初の記録は1583年のもので、約80人の住民が住む15の農場について広さと武器（槍、鉾、手斧、盾）が記述されている。
| 年   | 人口（人） | 出典  |
| ---- | ---------- | ----- |
| 1583 | ~ 80       | [ 4 ] |
| 1885 | 0610       | [ 4 ] |
| 1910 | 0898       | [ 5 ] |
| 1925 | 0966       | [ 4 ] |
| 1933 | 0883       | [ 4 ] |
| 1939 | 0896       | [ 4 ] |
| 1950 | 1524       | [ 6 ] |
| 1956 | 1188       | [ 6 ] |
| 1973 | 1138       | [ 7 ] |
| 1975 | 1417       | [ 8 ] |
| 1980 | 1417       | [ 8 ] |

| 年   | 人口（人） | 出典  |
| ---- | ---------- | ----- |
| 1985 | 1414       | [ 8 ] |
| 1990 | 1528       | [ 8 ] |
| 1995 | 1548       | [ 8 ] |
| 2000 | 1536       | [ 8 ] |
| 2005 | 1503       | [ 8 ] |
| 2010 | 1452       | [ 8 ] |
| 2015 | 1523       | [ 8 ] |
| 2018 | 1491       | [ 8 ] |

1975年以降はそれぞれ12月31日時点。

## 行政

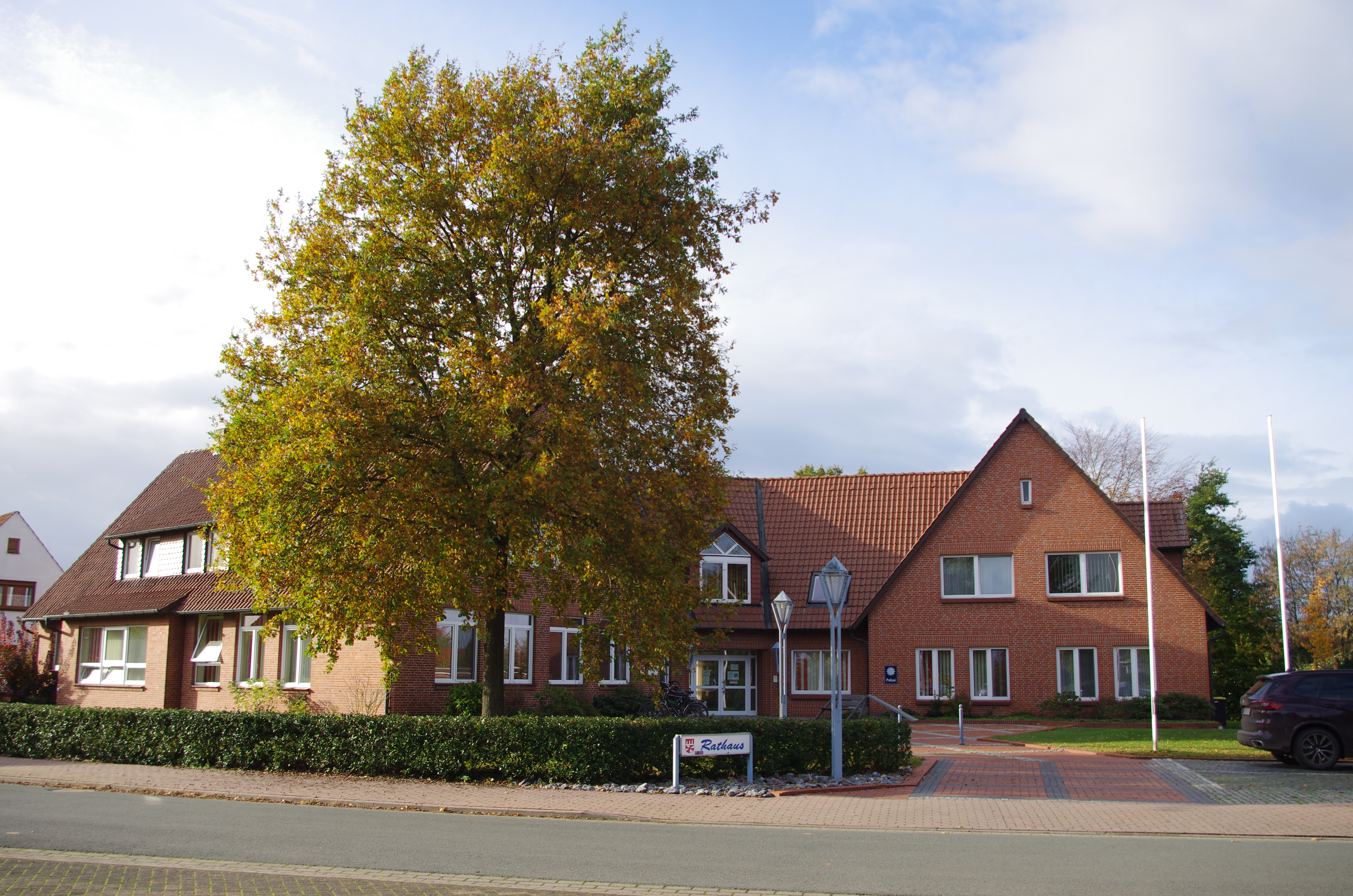
シュヴァフェルデン / ザムトゲマインデ・シュヴァフェルデンの行政庁舎

### 議会
シュヴァフェルデンの町議会は11議席で構成される。

### 首長
シュヴァフェルデンの名誉職の町長はゲルト・ゲッベルト (SPD) である。

### 紋章
シュヴァフェルデンの紋章は、作家ハンス・エーリヒによって発案され、紋章研究家で作家のヴェルナー・ケムリングがデザインした。
図柄: 左右二分割。右（向かって左）は赤地に金色の鍵。左（向かって右）は金地に黒い斜め帯。
解説: 紋章には町の名前と、この町の歴史を象徴する2つのものが描かれている。第一にマリングハウゼンとシュヴァフェルデンを通る、1050年頃にはその存在が証明されているフォルクヴェーク（直訳: 庶民の道）、第二に1025年、1029年、1033年の古文書に記されているミンデン聖堂参事会との歴史的つながりである。この紋章は同時に地口の紋章でもあり（Schwaförden = schwarze Furt で、フォルクヴェークの非合法の渡し場を意味する）、さらに歴史（フォルクヴェーク、ミンデン聖堂参事会）を表す紋章でもある。

## 文化と見所

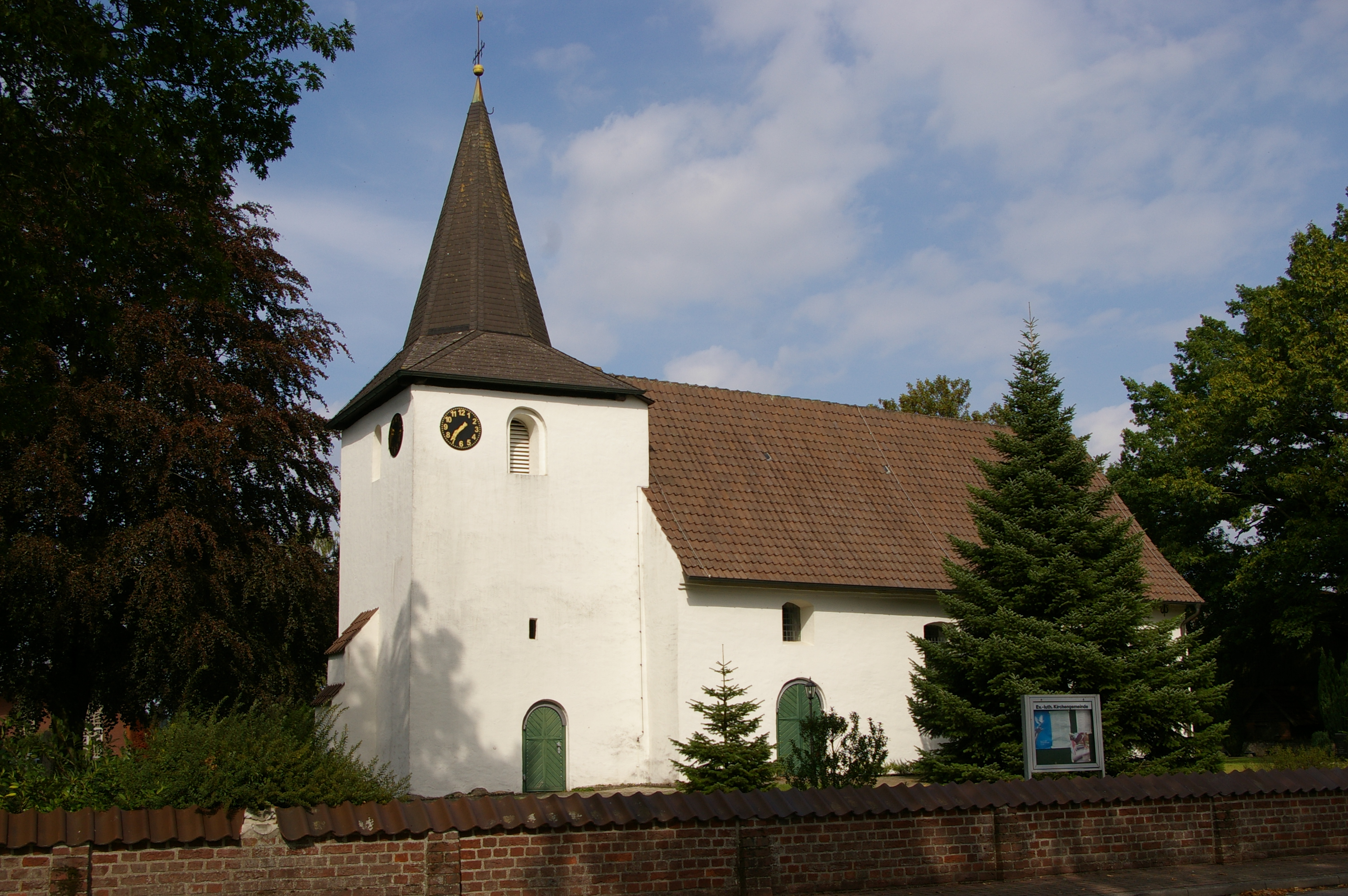
シュヴァフェルデンの教会

### 建築
シュヴァフェルデンの建造文化財リストには4件が登録されている。この中には以下が含まれる。
- ゴシック様式のシュヴァフェルデンの教会は、単廊式のヴォールト建築で1200年から1500年までの間に建設された。アプスの一部と塔（ドイツ語版、英語版）の円形アーチはロマネスク時代に構築された。この教会は多くの絵画で飾られている。絵画は15世紀に放浪修道士によって描かれた。これらの絵画は塗り込められていたが、1900年頃に再公開され、修復がなされた。

## 経済と社会資本

### 一般
- 町役場、ポスト通り157番地
- ザムトゲマインデ・シュヴァフェルデン消防団
- オーバーシューレ・シュヴァフェルデン、ドルフ通り64番地。エーレンブルクに分校を持つ。

### 交通
この町は、鉄道ビュンデ - バッスム線の、線路が遺る廃線区間に位置している。かつて駅にはブレーメン - ビーレフェルト（- フランクフルト）の急行列車が停車したが、現在は駅舎も取り壊されている。現在の最寄りの駅はバッスム駅である。

### 教会
- シュヴァフェルデン福音主義教会
- マリングハウゼンはズートヴァルデ教会区に属す。

## 関連図書
- Wilhelm Brinkmann (2000). Schwaförden in Geschichte und Gegenwart. Norderstedt: Books on Demand Verlag. ISBN 3-8311-0511-1